# Bau 36
El Bau 36 (lit. Edificio 36), también conocido como Ernst-Abbe-Hochhaus o Zeiss Bau 36, es un rascacielos histórico en las antiguas instalaciones de la fábrica de Carl Zeiss AG en el oeste de la ciudad de Jena (Alemania).
El Bau 36 fue construido entre 1934 y 1935 por Georg Steinmetz y Hans Hertlein. Tiene 15 plantas y mide 66 m. Se caracteriza por una construcción de esqueleto simple de hormigón armado, y la única decoración de la fachada son las ventanas cubiertas con elementos de sillería, que se ejecutaron en las formas típicas de la época. En 1994 se llevó a cabo una renovación.
Sobre la entrada principal se encuentra la escultura Durch Nacht zum Licht (lit. A través de la noche a la luz) de Joseph Wackerle.
La oficina central de Jenoptik AG ahora se encuentra en el edificio. En 2011, con motivo del vigésimo aniversario de la empresa, instalaron un espectáculo láser en el Bau 15 de enfrente, que se ha utilizado en ciertas ocasiones para proyectar proyecciones en el edificio.

## Galería

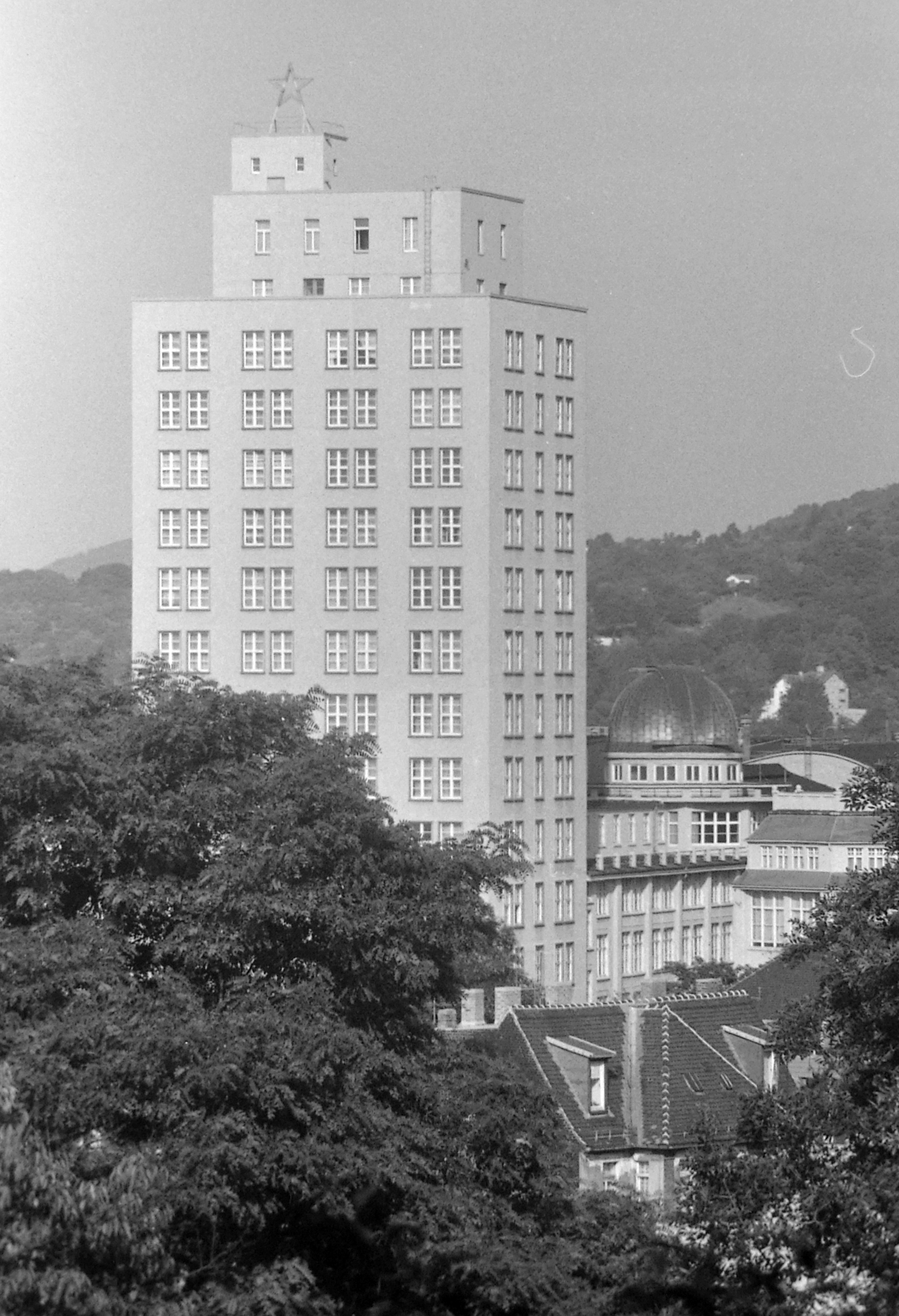
En 1987
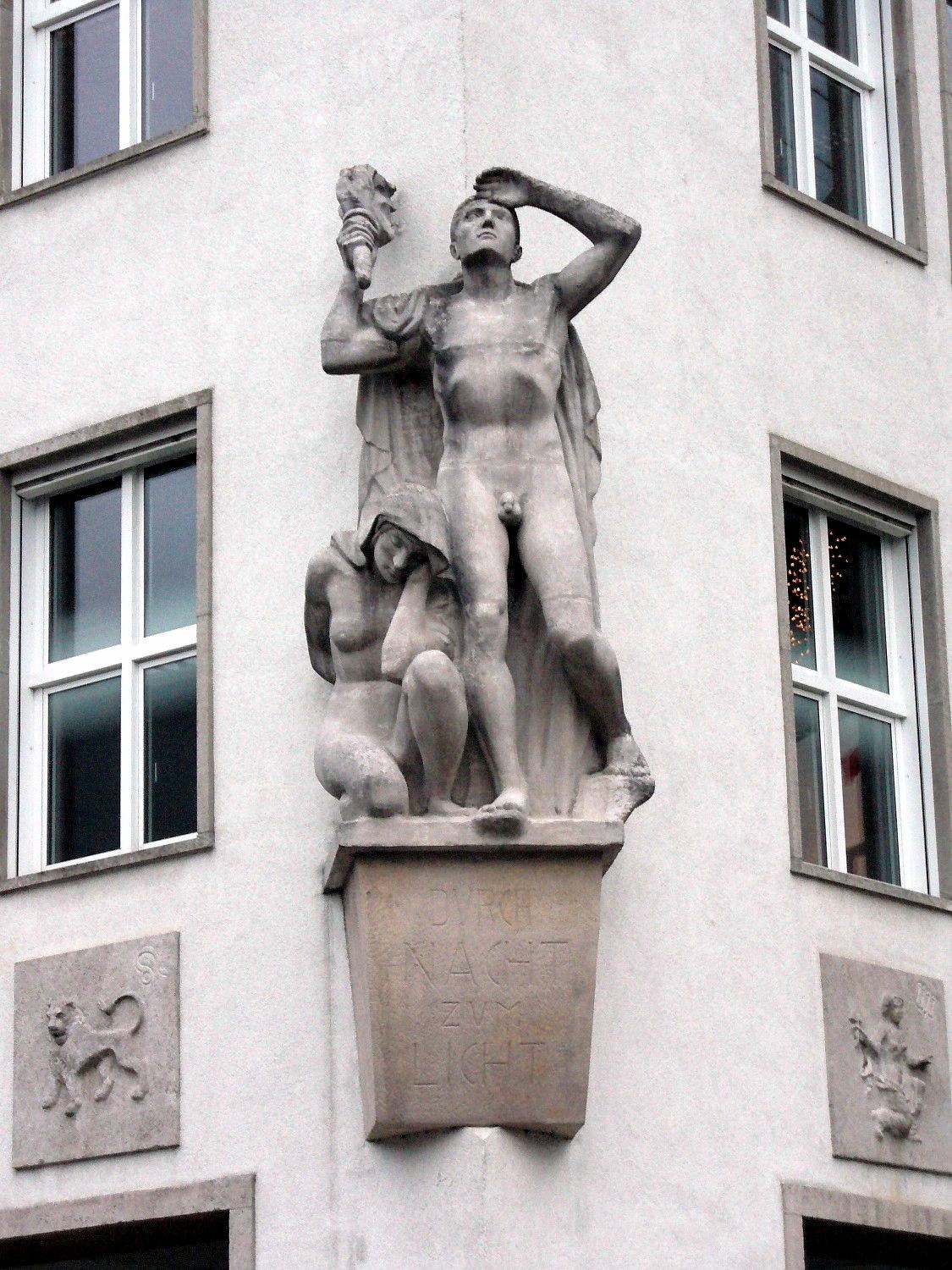
Durch Nacht zum Licht
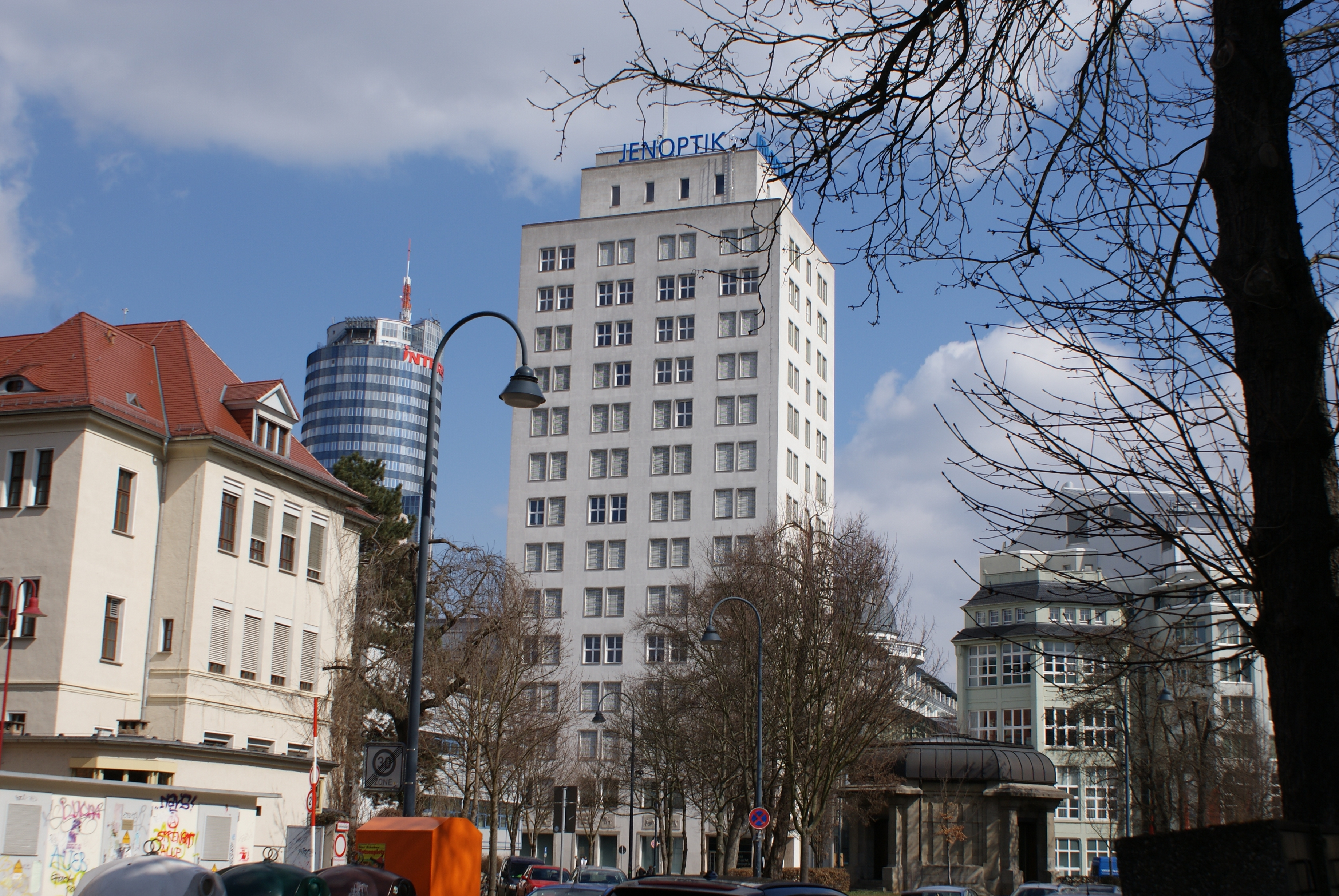
En el skyline de Jena
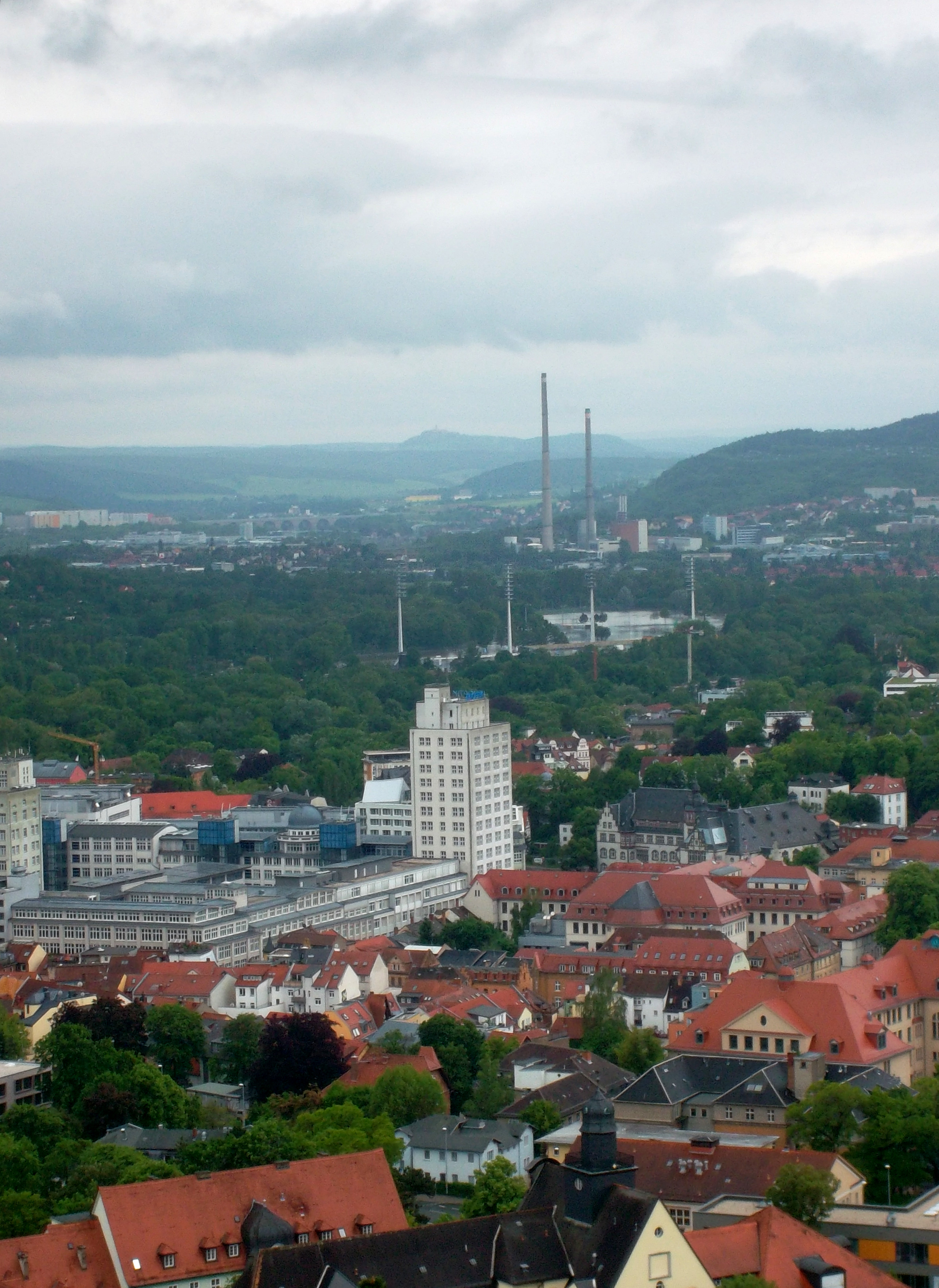
En 2013
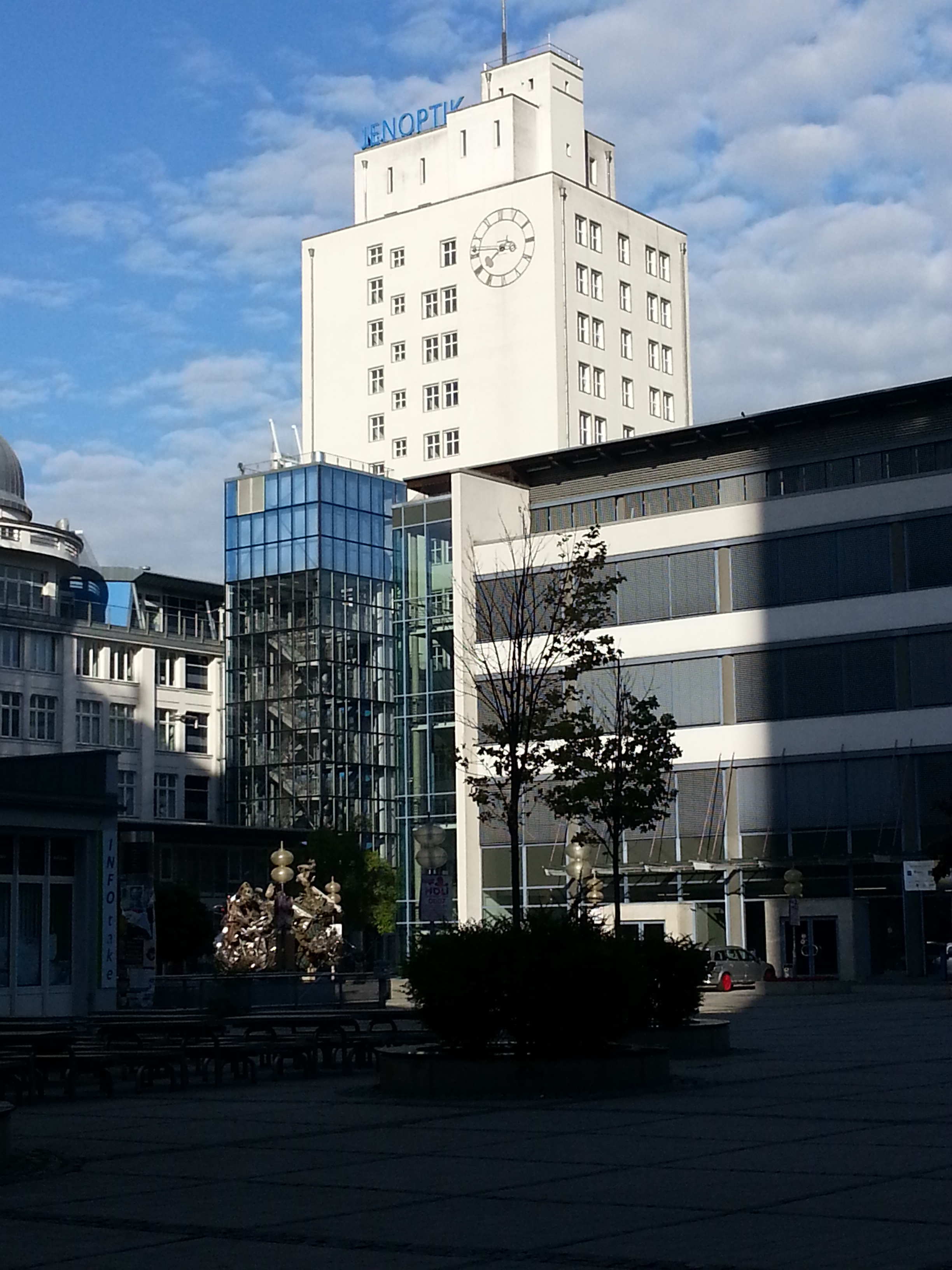
En 2017